# 흔한남매
흔한남매는 SBS의 개그 프로그램 '웃찾사'(웃음을 찾는 사람들) 출신의 13기 공채 개그맨 한으뜸과 13기 공채 개그우먼 장다운이 운영하고 있는 코믹 유튜브 채널이다. 흔한남매의 구독자 애칭은 냐하이다. 2024년 6월 20일 기준으로 구독자는 약 279만 명이고, 동영상은 약 1300개이다.
흔한남매가 시즌2로 복귀했다. 그리고 가온이가 태어났다. 상황극 나이는 장다운 12세,한으뜸16세이다

## 관련 뉴스
흔한남매의 콘텐츠를 선별한 서적 《흔한남매》는 2019년 예스24 독자 선정 '올해의 책", 교보문고 2019년 연간 종합 베스트셀러  탑1에 선정되었다. 2020년, 2021년에는 그림책인 《흔한남매의 안 흔한 일기》 1, 2, 3권이 출간되었다. 그리고《흔한남매》1, 2, 3, 4, 5, 6, 7, 8, 9, 10, 11, 12, 13, 14, 15, 16, 17, 18, 19권이 출간됐다.《흔한남매 별난 방탈출》1, 2, 3, 4, 5권이 출간됐다. 그리고 《흔한 호기심》1, 2, 3, 4, 5, 6, 7, 8, 9, 10, 11, 12,13,14,15,16,17권이 출간됐다.《흔한남매 겨울밤 대소동》이 출간됐다.
흔한남매 오해요도 출간됐다.
또한 어린이 텔레비전 프로그램이 투니버스, 대교어린이TV, 카툰네트워크, 재능TV, 부메랑에서 2019년 1월 18일부터 많은 프로그램이 방영되고 있다. TV 프로그램 담당회사는 라이트2314 컴퍼니즈이다.

## TV방영
2019년 1월 18일부터 투니버스에 매주 금요일 저녁 8시 30분에 방송한다. 방영되는 것들은 모두 유튜브에 업로드 되어있는 영상들이다.
2019년 5월 방송통신심의위원회의 방송심의소위원회는 5월 8일 흔한남매에 대해 법정제재인 '주의'를 의결하고 전체회의에 상정키로 했다. 투니버스 기준 3월 30일 방영분중 "어린이 대상 프로그램에서 타인의 사진을 몰래 촬영하고 유포하겠다고 협박하는 장면을 방송해, 불법촬영이 사회적 문제로 대두된 현 시점에서 주 시청대상자인 어린이과 소년에 미칠 부정적 영향을 우려한다"는 게 이유. 그후 2~3개월 동안 투니버스 편성표에서 잘려있었으나 이와 같은 결정에 반발이 많았는지, 7월 22일부터 재방송을 시작했으며 이전에 문제가 되었던 장면은 다 잘린 것으로 추정된다. 방송통신심의위원회 보도자료
카툰네트워크에서는 7월부터 방영중이다.
대교어린이TV에서는 15세 관람가 연령제한을 부여받았다.
현재 모든 방송사에서 15세 이상으로 방영 중인데 정작 구독자 대부분은 초등학생이다.
동명의 텔레비전 프로그램이 투니버스, 대교어린이TV, 카툰네트워크, 재능방송, 부메랑에서 2019년 1월 18일부터 많은 프로그램이 방영되고 있다.

## 채널
- 흔한일상
- 흔한스꿀
- 씁아저씨
- Battle Food 배푸
- 흔한남매
- 흔한게임
- 흔한 실사판
- 흔한 실사밥
- 흔한 가족
- 이무기
- 흔한 호기심

### 채널 콘텐츠
- 흔한일상: 흔한남매의 일상
- 흔한스꿀: 세상에서 제일 안전한 퀴즈와

개그로 배우는 영어단어를 볼 수 있고 다른 것도 있다.
- 씁아저씨: 흔한남매에 예전에는 조연으로 나오다가 2021년부터 씁아저씨로 나왔다.(본명:김은진) 씁아저씨가 자주 나와서 씁아저씨 채널을 개설했다.
- 배틀푸드:흔한일상 포켓몬빵편 때 홍보한 채널
- 흔한남매:기본 채널
- 흔한게임:말 그대로 게임 채널
- 흔한 실사판:흔한게임에 나왔던 게임을 직접 하는 채널
- 흔한 실사밥:흔한 실사판에 나왔던 몬스터를 피해

밥 재료를 모아서 먹는 채널
- 흔한가족:가온이가 태어나고 만든 채널
- 이무기:이해하면 무서운 이야기를 연구하는 채널
- 흔한 호기심:호기심을 해결하는 채널

## 등장인물

### 흔한남매네
- 한으뜸 : 중학교 3학년 장난꾸러기이며, 에이미의 오빠이다. 또한 장민철의 가장 친한 친구이다. 에이미를 괴롭히는게 일상이지만 가끔씩 에이미를 위해 착한 일도 한다. 장래희망은 개그맨이며, 먹는것과 게임, TV를 매우 좋아하고, 힘이 세다. 별명은 초록돼지, 멜빵뚱땡이, 엄지손가락, 불개미[10] 등이 있다. 월요병에 걸렸고, 가끔 중2병이 온다. 중2병으로 에이미의 사춘기를 고쳤다. 성적이 좋지 않다. 여자들에게 고백할 때마다 항상 차여서 지금까지 나온 횟수로는 셀 수 없을 정도로 여자에게 많이 차였다. 귀신을 쫓기 위해 달마도보다 악귀를 쫓아내는 힘이 강력하다고 하는 에이미도나 에이미의 사진을 가지고 다니며, 가끔 에이미도를 그리거나 어딘가에 붙이기도 한다. 에이미도가 없으면 악몽을 꾼다. 데이지의 짝사랑 상대이다. 장민철과 '토이보이'라는 유튜브 채널을 운영하고 있지만 잘 되지는 않는다.
- 에이미 : 초등학교 5학년이며 데이지,안젤리나와 단짝이다. 으뜸이의 동생이며 별명은 피라냐, 이빨괴물, 원숭이, 에이미언 등이 있다. 동네 3대 여신(에이미, 데이지, 안젤리나) 중 한 명인 도도 여신이다. 자신이 예쁘다고 착각하며, 장래희망은 아이돌 가수이지만, 가끔씩 꿈이 바뀐다. 가끔씩 사춘기가 오며 월요병에 걸렸다. 성적이 좋지 않다. 슬라임, 틱톡, 셀카, 팝잇 등을 좋아한다. 으뜸이의 지갑속에 있는 자신의 사진과 으뜸이가 만든 에이미도를 보고 언제 자신을 아끼는 줄 알고 착각했으나, 귀신을 쫓기 위한 용도라는 것을 알고 매우 분노하였다. 데이지와 '흔한프렌즈'라는 유튜브 채널을 운영하고 있다. 장민철이 자신을 짝사랑 하고있다고 착각한다.
- 엄마 (박경숙) : '만약에 게임이 학교 공부라면'편에서 처음 얼굴이 나왔으며 얼굴은 잘 안나오지만 목소리는 많이 나온다. 성적에 많이 신경을 쓴다. 흔한남매 9권에서 얼굴이 나왔다.
- 아빠 : '아빠 몰래 편의점 음식 사먹기'편에서 처음 얼굴이 나왔으며 영상에서 목소리만 아주 가끔 나온다. 흔한남매 9권에서 얼굴이 나왔다.
- 최엄지 : 에이미와 으뜸이의 귀여운 반려동물이다. 이모가 외국으로 출장갈 때 맡겨놓은 강아지이다.[11] 성격이 좋으며, 으뜸이와 에이미와 숨바꼭질과 술래잡기를 하는 것을 매우 좋아한다. 으뜸이가 엄지가 말을 할 수 있다며 오해한 적이 있었다.

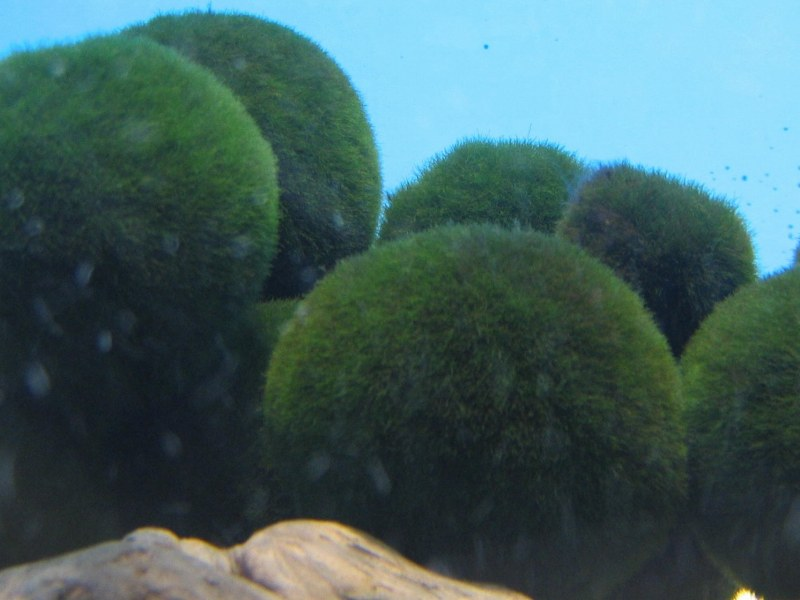
따봉이와 같은 마리모들의 모습

- 따봉이 : 따봉이와 같은 마리모들의 모습으뜸이가 마리모 사진을 보고 사러갔다. 에이미가 으뜸이의 이름(최고, 가장 좋은이라는 뜻)을 따서 '따봉이'라는 이름을 붙여준 것이다. 성별은 남자이며 으뜸이와 에이미가 생일선물로 따룽이(여자친구)와 새로운 집을 사주었다.
- 따룽이 : 따봉이의 여자친구이며, 흔한남매는 따봉이가 심심해 할 것 같아서 데려왔다.

### 장난감들
- 흔둥이 : 으뜸이가 동생인 에이미한테 어린이날 선물로 사준 인형이다. 이름이 흔둥이인 이유는 흔한남매와 귀염둥이를 합한 이름이다.[12]
- 자몽이 : 으뜸이가 평화롭게 길을 걷는데 에이미가 인형뽑기 가게에서 용돈을 다 쓰자 으뜸이가 자신의 용돈까지 다 써 마지막에 에이미의 조언을 듣고 극적으로 뽑은 리자몽 인형이다.
- 흔돌이 : 으뜸이가 에이미한테 생일선물로 사준 큰 곰인형이다. 에이미 몸이 다 가려질 정도로 크다. 장난감들 중에서 가장 크다.
- 레고 : 흔한남매가 가진 레고 친구들
- 돌이 : 으뜸이가 하는 주작마술쇼에 잠깐 나온 에이미의 작은 곰돌이 인형이다.
- 아이언맨 피규어 : 으뜸이가 아끼는 아이언맨 피규어다. "방탈출"에서 에이미한테 빼앗겼다 다시 돌아온 피규어이다. 그리고 으뜸이가 에이미한테 오라고 했는데 안오자 에이미의 짜파게티(컵라면)를 끓여 먹어서 에이미가 으뜸이의 아이언맨 피규어를 뺏어 옥상에서 떨어트린다고 하자 으뜸이가 짜파게티와 바꾸자고 해서 바꾼 피규어이다.
- 바비 : 에이미의 바비인형이다. 방탈출에서 에이미가 바비의 드레스를 살려고 으뜸이가 열심히 모은 3000원이 든 저금통을 가져가 으뜸이가 에이미한테 방탈출을 하게할려고 약점으로사용했다. 으뜸이도 바비인형을 사용한다.
- 흔한남매 인형 : 흔한남매가 장난감을 가지고 놀다가 엄마가 치우라고 해서 싸우다가 기절해가지고 흔한남매  꿈에 나오는 인형. 그외에도 흔한남매집 소파 위에도 있다.

### 흔한남매의 친구들
- 데이지 : 초등학교 5학년이며 에이미의 단짝으로 으뜸이를 좋아했었지만 으뜸이가 에이미와 데이지가 같이 계속 친하게 지내기 위해서 내 이상형은 밥을 적게 먹는사람이 좋아라고 해서 더 이상 으뜸이를 좋아하지 않는다. 성장앨범을 보면 1살때 100m 달리기를 12초만에 완주했고 태어나자마자 물구나무를 서는등 남들보다 남다르다. 나올 때마다 활발하고 새로운 춤,멘트로 나온다. 동네 3대 여신(에이미, 데이지, 안젤리나) 중 한 명인 자칭 남심 저격수이다. 힘이 매우 강하며 먹는 것을 좋아한다. 에이미와 '흔한프렌즈'라는 유튜브 채널을 운영하고 있다. 장민철의 짝사랑 상대였다.

- 장민철 : 중학교 3학년이며 으뜸이의 친한 친구이다. 중2병 같이 오글거리는 말투를 쓴다. 주로 쓰는 유행어는 "싸나이 한으뜸이!"이다. 첫눈에 반한 데이지를 짝사랑 했었다. 한으뜸과 '토이보이'라는 유튜브 채널을 운영하고 있다.
- 안젤리나 : 초등학교 5학년이며, 자칭 동네 3대 여신(에이미, 데이지, 안젤리나) 중 한 명인 큐티여신이다. 제시카와 '땅콩찐콩'이라는 유튜브 채널을 운영하고 있다. (본명 : 이수빈)
- 초인사 : 초등학교 5학년이며 "틱톡 스타가 전학왔다." 편에서 처음 등장했다. 틱톡 팔로워는 300명, 유튜브 영상은 한달에 한번 업로드 하지만 구독자는 15만명이다. 예명은 박이안 (본명 : 박지현)이다. '박이안TV'라는 개인 유튜브 채널을 운영하고 있다.
- 민영이 :중학교 3학년이며 으뜸이의 짝사랑 상대이다. 으뜸이의 짝사랑 상대중에 제일 많이 나온다.
- 노을 :중학교 3학년이며 장민철과 으뜸이가 만든 '토이보이'채널을 보고 으뜸이를 좋아하게 되었다. 그러나 소개팅 때 으뜸이가 이상한 말만하자 으뜸이를 싫어하게 되었다. 하지만 '으뜸, 에이미 영혼이 바뀌다?'편에서 으뜸이 몸에 들어간 에이미가 노을이 에게 '닌텐도를 줄테니 나랑 사귀어 줄래?'라고 보낸것으로 보아 으뜸이를 다시 좋아할수도 있다.

### 그 외
- 제시카 : 안젤리나의 언니이다. 주로 쓰는 유행어는 "~하는 건 간단해"이다. '땅콩찐콩'이라는 유튜브를 안젤리나와 함께 운영하고 있다. (본명 : 김지영)
- 씁아저씨 : "동네 민폐아저씨 참교육하기" 편에서 처음 등장했다. 흔한남매에게 말싸움에서 지고 "사호정vs씁아저씨" 편에서도 나왔지만 역시나 호정이에게 말싸움으로 졌다. 최근에 흔한남매한테 복수를 하려 했지만 오히려 당했다. '띵크맨' 과 '씁아저씨'와 '김은진짜' 라는 이라는 유튜브 채널을 운영하고 있다.
- 사호정 : "사호정vs씁아저씨" 편에서 처음 등장했다. 말을 제대로 알아듣지 못한 걸로 보아 사오정인것 같다. "사호정VS씁아저씨" 편 후에 다시 씁아저씨와 만났는데 또 못 알아들어 씁아저씨를 이겼다. 동생 오순이를 잘챙겨준다.
- 영보쌤 : 흔한학원의 선생님이다. 에이미와 데이지가 무서워서 하루만에 그만두었다. '안경 써서 좋은점'편에서 한번 나온 적이 있었다.
- 칵퉤아저씨:씁아저씨도 이기는 사람이다(에이미,으뜸이,씁아저씨)3대 1로 싸움, 칵퉤라는 말을 습관처럼 자주쓴다, 2025년 1월 1일 기준으로 단 하나의 영상에만 나왔다

## 연혁
- 2012.09.14. 흔한남매 유튜브 가입
- 2015.11.29. 웃찾사 흔한남매 코너 첫 무대
- 2016.03.02. 울산양정초 흔한남매 입학식 팬미팅
- 2016.08.31. 웃찾사 흔한남매 코너 폐지
- 2017.03.02. 울산양정초 제2회 흔한남매 팬미팅
- 2017.04.25. 흔한남매 유튜브 첫 영상[13]
- 2017.05.31. 웃찾사 폐지
- 2017.06.26. 흔한남매 유튜브 시트콤/홈비디오 첫 영상
- 2017.07.26. 구독자 150명 달성 영상
- 2017.07.30. 오해요 첫 영상
- 2017.08.05. 구독자 400명 달성 영상
- 2017.08.07. 흔한남매 첫 요리 영상
- 2017.08.15. 흔한남매 1000명 달성 영상
- 2017.08.20. 흔한남매 첫 Q&A 영상
- 2017.08.26. 구독자 20000명 달성 공지
- 2017.09.01. 흔한남매 첫 댓글&아이디어 읽기 영상
- 2017.09.05. 흔한남매 첫 일상& Vlog& 데이트영상
- 2017.10.11. 흔한남매 첫 넌센스 퀴즈 영상
- 2017.10.16. 흔한남매 50000명 달성 영상&모집
- 2017.11.09. 웃찻사 흔한남매 요리3 첫 영상 업로드
- 2017.12.28. 흔한남매 첫 역할 바꾸기
- 2018.01.09. 흔한남매 첫 주작 마술쇼
- 2018.01.15. 흔한남매 첫 실전 개그 영상
- 2018.02.03. 흔한남매 첫 해 보았다![14]
- 2018.03.02. 울산양정초 제3회 흔한남매 팬미팅
- 2018.03.22. 흔한남매 첫 ASMR(아스므르)
- 2018.04.01. 흔한남매 첫 유형/흔한공감 영상
- 2018.04.21. 흔한남매 첫 복불복 데이트
- 2018.05.01. 흔한남매 첫 흔한남매 관찰 탐구생활
- 2018.05.12. 흔한남매 첫 EBS 관련 영상
- 2018.06.21. 먹방 흔한남매 엽떡+중국당면 먹방 업로드
- 2018.06.30. 흔한남매 첫 우당탕탕 병맛 홈비디오 영상
- 2018.07.07. 흔한남매 첫 병맛 방탈출
- 2018.07.19. 흔한남매 첫 공감돼서 무서운 이야기
- 2018.08.30. 흔한남매 첫 꿈의 급식
- 2019.01.26. 흔한남매 첫 만약에
- 2019.02.05. 흔한남매 첫 흔한 실험실/흔한 호기심
- 2019.02.14. 흔한남매 첫 흔한게임 컨텐츠 개설
- 2019.03.11. 떡볶이 뷔페가다 흔한남매 영상 업로드
- 2019.04.04. 흔한남매 구독자 1,000,000명 달성 영상
- 2019.04.24. 흔한남매 몰카전쟁 첫 영상 업로드
- 2019.05.17. 흔한남매 첫 유튜브 팬미팅(웃찾사 제외)
- 2019.05.07. 흔한일상 채널 개설
- 2019.05.09. 흔한일상 채널 첫 영상
- 2019.05.28. 흔한남매 첫 공감툰
- 2019.06.11. 흔한남매 첫 만화책 출판 영상
- 2019.07.09. 흔한남매 첫 NG, 비하인드컷 모음 영상
- 2019.07.26. 흔한남매 첫 팬사인회
- 2019.10.04. 흔한남매 첫 흔한 챌린지
- 2020.01.01. 흔한남매 첫 연말결산 영상
- 2020.01.31. 흔한남매 팬미팅 in 울산양정초 중단
- 2020.02.08. 뮤지컬 흔한남매: 엄마의 꿈을 지켜라! 초연
- 2020.02.12. 흔한남매 첫 리뷰
- 2020.02.23. 흔한남매 뮤지컬 공연 중단
- 2020.03.10. 흔한남매 굿네이버스 희망톡톡 챌린지
- 2020.04.04. 흔한남매 첫 흔한 테스트
- 2020.04.29. 흔한남매 휠라키즈 광고모델로 확정
- 2020.05.19. 흔한남매 구독자 수 190만명 달성
- 2020.06.21. 흔한남매 첫 애니홈비디오 1탄
- 2020.07.05. 흔한남매 구독자 수 200만명 달성
- 2020.11.01. 엄지 첫 등장
- 2020.12.20. 흔한남매 구독자 210만명 기념 이벤트
- 2021.01.26. 흔한남매 첫 옥에 티 영상
- 2021.02.23. sibling war 채널 개설
- 2021.02.26. sibling war 채널 첫 영상
- 2021.03.02. 흔한남매 나무위키 방문 (유튜브 기준 날짜)
- 2021.03.19. 흔한남매 꿈에급식 신전vs엽떡 먹방 업로드
- 2021.04.10. 영상 개수 700개 돌파
- 2021.05.01. 뮤지컬 흔한남매: 엄마의 꿈을 지켜라! 공연
- 2021.09.21. 흔한일상 영상 개수 1000개 돌파
- 2021.11.19. 흔한남매 선물 이벤트 개시
- 2022.02.10. 흔한남매 프로포즈 영상
- 2022.03.31. 흔한남매 오해요 종결
- 2023.03.24. 흔한남매 첫 실사판
- 2023.04.09. 흔한남매 첫 데스푸드
- 2023.09.28. 흔한남매 첫 흔식이 관련 영상
- 2024.01.16. 흔한일상 정지 위기
- 2024.01.27. 흔한남매 구독자 수 270만명 달성
- 2024.05.22. 흔식이 탄생

## 기타 활동
- 굿네이버스 19번째 희망편지 홍보대사 참여[15]
- 휠라키즈 모델
- 영화 <빅트립> 더빙
- 뮤지컬
- 엉뚱남매 공작소
- Come on English(커먼 잉글리시)
- 흔한일상
- 흔한스꿀
- Battle Food [배푸]
- 만화책[16]
- common english

### 이전 활동
- 웃찾사(웃음을 찾는 사람들)

## 같이 보기
- 한으뜸
- 장다운
- 웃찾사
- 흔한일상
- 흔한 컴퍼니
- 인터넷 방송인
- 개그맨
- 개그우먼

## 노래
- <나나나송>[17]
- <흰눈이 내린다> (실제 멜론차트에 추가됨)
- <썸머파뤼> ('흰 눈이 내린다'이후 2번째로 멜론차트에 추가되었다.)